# Trevon Moehrig
Trevon Moehrig (geboren am 16. Juni 1999 in Spring Branch, Texas) ist ein US-amerikanischer American-Football-Spieler auf der Position des Safetys. Er spielt für die Carolina Panthers in der National Football League. Zuvor spielte er College Football für TCU und wurde in der zweiten Runde im NFL Draft 2021 von den Las Vegas Raiders ausgewählt.

## Frühe Jahre und College
Moehrig besuchte die Smithson Valley High School in Spring Branch, Texas und war dort als Cornerback sowie als Runningback aktiv. Vor seiner letzten Saison verkündete er via Twitter, dass er College Football für die TCU Horned Frogs der Texas Christian University spielen würde. Von 247Sports wurde er als Vier-Sterne-Rekrut bewertet. Er wurde als der viertbeste Cornerback in Texas und als der 19. im ganzen Land eingestuft.
Als Freshman wechselte Moehrig auf die Position des Safetys. In seiner ersten Saison startete er zwei Spiele und wurde als Special Teams MVP des eigenen Teams ausgezeichnet. Als Sophomore startete er 2018 alle Spiele und konnte 62 Tackles sowie vier Interceptions verbuchen. Nach der Saison wurde er erstmals in das First-Team All-Big 12 gewählt. Nach seiner Junior Saison wurde er wieder in das First-Team All-Big 12 gewählt. Nach der Saison verkündete er, dass er auf seine letzte Saison am College verzichten und sich für den NFL Draft anmelden werde. Außerdem wurde er mit dem Jim Thorpe Award ausgezeichnet.

## NFL
Moehrig wurde in der zweiten Runde mit dem 43. Pick im NFL Draft 2021 von den Las Vegas Raiders ausgewählt. Am 21. Juni 2021 unterzeichnete er einen Vierjahresvertrag.
In Woche 6 der Saison 2021 konnte er beim 34:24-Sieg gegen die Denver Broncos seine erste Interception von Teddy Bridgewater fangen. Am Ende der Saison erreichte er mit den Raiders die Playoffs, wo sie mit 19:26 gegen die Cincinnati Bengals verloren.
Im März 2025 unterschrieb Moehrig einen Dreijahresvertrag im Wert von 51 Millionen US-Dollar bei den Carolina Panthers.